# Mekeme Tamla Ladji
Ladji Mekeme Tamla, noto anche con lo pseudonimo di Zito (Abidjan, 19 settembre 1985), è un ex calciatore ivoriano, di ruolo difensore.

## Palmarès

### Club

#### Competizioni nazionali
- Campionato ivoriano: 4

ASEC Mimosas: 2001, 2002, 2003, 2004
- Coppa della Costa d'Avorio: 1

ASEC Mimosas: 2003